# Campeonato Mundial de Lucha de 1989
El XLI Campeonato Mundial de Lucha se celebró en Martigny (Suiza) entre el 24 de agosto y el 3 de septiembre de 1989 bajo la organización de la Federación Internacional de Luchas Asociadas (FILA) y la Federación Suiza de Lucha.

## Resultados

### Lucha grecorromana masculina
| Evento | Oro                      | Plata                      | Bronce                         |
| ------ | ------------------------ | -------------------------- | ------------------------------ |
| 48 kg  | Oleg Kucherenko URSS     | Lars Rønningen · Noruega   | Goun Duk-Yong Corea del Sur    |
| 52 kg  | Alexandr Ignatenko URSS  | Remzi Öztürk Turquía       | An Han-Bong Corea del Sur      |
| 57 kg  | Emil Ivanov Bulgaria     | Alexandr Shestakov URSS    | András Sike · Hungría          |
| 62 kg  | Kamandar Madzhidov URSS  | Huh Byung-Ho Corea del Sur | Mario Olivera Hernández · Cuba |
| 68 kg  | Claudio Passarelli RFA   | Ghani Yalouz Francia       | Levon Dzhulfalakian URSS       |
| 74 kg  | Daulet Turlyjanov URSS   | Anton Arghira Rumania      | Petar Tenev Bulgaria           |
| 82 kg  | Tibor Komáromi · Hungría | Mijail Mamiashvili URSS    | Magnus Fredriksson · Suecia    |
| 90 kg  | Maik Bullmann RDA        | Michael Foy Estados Unidos | Roger Gries RFA                |
| 100 kg | Gerhard Himmel RFA       | Iliya Gueorguiev Bulgaria  | Anatoli Fedorenko URSS         |
| 130 kg | Alexandr Karelin URSS    | László Klauz · Hungría     | Tomas Johansson · Suecia       |

### Lucha libre masculina
| Evento | Oro                           | Plata                            | Bronce                   |
| ------ | ----------------------------- | -------------------------------- | ------------------------ |
| 48 kg  | Kim Jong-Shin Corea del Sur   | Li Hak-Son Corea del Norte       | Gnel Medzhlumian URSS    |
| 52 kg  | Valentin Yordanov Bulgaria    | Vladimir Toguzov URSS            | Mayid Torkan Irán        |
| 57 kg  | Kim Yong-Sik Corea del Norte  | Askari Mohamadian Irán           | Rumen Pavlov Bulgaria    |
| 62 kg  | John Smith Estados Unidos     | Gary Bohay · Canadá              | Karsten Polky RDA        |
| 68 kg  | Boris Budayev URSS            | Kosei Akaishi Japón              | Ahmet Çakıcı RFA         |
| 74 kg  | Kenneth Monday Estados Unidos | Arsen Fadzayev URSS              | Lodoin Enjbayar Mongolia |
| 82 kg  | Elmadi Zhabrailov URSS        | Melvin Douglas Estados Unidos    | Alcide Legrand Francia   |
| 90 kg  | Majarbek Jadartsev URSS       | James Scherr Estados Unidos      | Gábor Tóth · Hungría     |
| 100 kg | Ajmed Atavov URSS             | William Scherr Estados Unidos    | Uwe Neupert RDA          |
| 130 kg | Alireza Soleimani Irán        | Bruce Baumgartner Estados Unidos | Aslan Jadartsev URSS     |

### Lucha libre femenina
| Evento | Oro                           | Plata                       | Bronce                            |
| ------ | ----------------------------- | --------------------------- | --------------------------------- |
| 44 kg  | Shoko Yoshimura Japón         | Huang Yu-Hsin China Taipéi  | Trine Strand · Noruega            |
| 47 kg  | Chen Ming-Hsiu China Taipéi   | Tomoko Natsumeda Japón      | Afsoon Roshanzamir Estados Unidos |
| 50 kg  | Anne Holten · Noruega         | Asia DeWeese Estados Unidos | Martine Poupon Francia            |
| 53 kg  | Sylvie van Gucht Francia      | Chou Yu-Ping China Taipéi   | Lotte Søvre · Noruega             |
| 57 kg  | Gudrun Annette Høie · Noruega | Ryoko Sakae Japón           | Inge Krasser · Suiza              |
| 61 kg  | Jocelyne Sagon Francia        | Ine Barlie · Noruega        | Kimie Hoshikawa Japón             |
| 65 kg  | Emmanuelle Blind Francia      | Nina Nilsen · Noruega       | Akiko Iijima Japón                |
| 70 kg  | Georgette Jean Francia        | Leia Kawaii Estados Unidos  | Rika Iwama Japón                  |
| 75 kg  | Miyako Shimizu Japón          | Kirsten Borgen · Noruega    | —                                 |

## Medallero
| Núm. | País            | Oro | Plata | Bronce | Total |
| ---- | --------------- | --- | ----- | ------ | ----- |
| 1    | URSS            | 9   | 5     | 4      | 18    |
| 2    | Francia         | 4   | 1     | 2      | 7     |
| 3    | Estados Unidos  | 2   | 6     | 1      | 9     |
| 4    | Noruega         | 2   | 4     | 2      | 8     |
| 5    | Japón           | 2   | 3     | 3      | 8     |
| 6    | Bulgaria        | 2   | 1     | 2      | 5     |
| 7    | RFA             | 2   | 0     | 2      | 4     |
| 8    | China Taipéi    | 1   | 2     | 0      | 3     |
| 9    | Corea del Sur   | 1   | 1     | 2      | 4     |
| 9    | Hungría         | 1   | 1     | 2      | 4     |
| 11   | Irán            | 1   | 1     | 1      | 3     |
| 12   | Corea del Norte | 1   | 1     | 0      | 2     |
| 13   | RDA             | 1   | 0     | 2      | 3     |
| 14   | Canadá          | 0   | 1     | 0      | 1     |
| 14   | Rumania         | 0   | 1     | 0      | 1     |
| 14   | Turquía         | 0   | 1     | 0      | 1     |
| 17   | Suecia          | 0   | 0     | 2      | 2     |
| 18   | Cuba            | 0   | 0     | 1      | 1     |
| 18   | Mongolia        | 0   | 0     | 1      | 1     |
| 18   | Suiza           | 0   | 0     | 1      | 1     |
|      | TOTAL           | 29  | 29    | 28     | 86    |